# سياسية تشيلي
تشيلي هي جمهورية ديمقراطية تمثيلية، يكون فيها رئيس تشيلي رئيس الدولة ورئيس الحكومة في آن واحد، ولديها نظام رسمي متعدد الأحزاب. يمارس الرئيس ومجلس وزرائه السلطة التنفيذية. تُناط السلطة التشريعية بكل من الحكومة ومجلسي الكونغرس الوطني. والسلطة القضائية مستقلة عن السلطة التنفيذية والسلطة التشريعية في تشيلي.
تمت الموافقة على دستور تشيلي في استفتاء وطني في سبتمبر 1980، في ظل الديكتاتورية العسكرية لأوغستو بينوشيه. ودخل حيز التنفيذ في مارس 1981. بعد أن ترك بينوشيه السلطة في عام 1988، قائلًا إن هذه البلاد كانت على استعداد لمواصلة إجراء الاستفتاء، عُدِّل الدستور لتيسير الأحكام من أجل التعديلات المستقبلية على الدستور.
في سبتمبر 2005، وقّع الرئيس ريكاردو لاغوس على العديد من التعديلات الدستورية التي أقرّها الكونغرس. تشمل هذه التعديلات إزالة مناصب أعضاء مجلس الشيوخ المعيَّنين وأعضاء مجلس الشيوخ مدى الحياة، ومنح الرئيس السلطة لإزالة القادة الأعلى للقوات المسلحة، وتقليل الفترة الرئاسية من ست إلى أربع سنوات مع تعطيل إعادة الانتخاب الفوري أيضًا.
صنّفت وحدة الاستخبارات الاقتصادية تشيلي على أنها «ديمقراطية كاملة» في عام 2019، بزيادة 0.11 نقطة وبأنها كانت في فئة «الديمقراطيات المعيبة» في العام السابق.

## لمحة تاريخية
استُبدلت بالجمهورية الاستبدادية والمحافظة (1831-1861) جمهورية ليبرالية (1861-1891) حدثت خلالها بعض الفتوحات السياسية، مثل التمثيل النسبي (1871) وإلغاء شرط الملكية للحصول على حق التصويت (1885).

### الجمهورية البرلمانية
عندما بدأ عصر الجمهورية البرلمانية في عام 1891، كان الصراع بين الليبراليين (البيبيولوس) والمحافظين (البيلوكونز) قد تطوّر مسبقًا بسبب ظهور نظام متعدد الأحزاب. في الثمانينيات من القرن التاسع عشر، انقسم الليبراليون إلى فصيلين: المعتدلون، الذين لم يرغبوا في فرض العلمانية بسرعة كبيرة وكانوا على استعداد للوصول إلى تسوية مع المحافظين، والليبراليون الراديكاليون، الذين انضموا إلى الحزب الراديكالي الذي تأسس في عام 1862 أو الحزب الديمقراطي الجديد بأفكاره الأكثر تقدمية إن لم تكن اشتراكية.
بعد أن استولت الشركات الأوروبية وخاصة البريطانية على جزء كبير من اقتصاد البلاد (الملح الصخري، البنك، السكك الحديدية، التجارة)، قرّر الرئيس خوسيه بلماسيدا (1886-1891)، زعيم الليبراليين المعتدلين، الرد عن طريق توجيه سياسته في اتجاهين: تأميم مناجم الملح الصخري وتدخّل الدولة في الأمور الاقتصادية. وقد واجه الأرستقراطية المحافظة، ثم أبعد المصرفيين. عُزل من منصبه بتصويت من البرلمان وضغط جزء من الجيش. انتحر بسلاح ناري في نهاية الحرب الأهلية التي خسرها أنصاره.

### نضال العمال والإصلاحات الاجتماعية
انبثق نظام برلماني جديد من الحرب الأهلية هو حكومة فروندا أريستوكراتيكا. منذ عام 1906 فصاعدًا، طالب الحزب الراديكالي بإصلاحات اجتماعية وإنشاء نظام ديمقراطي. في نفس العام، انتُخب زعيم اتحاد العمال، لويس إميليو ريكابارين، لمجلس النواب ولكن المجلس ألغى انتخابه. في عام 1912 أسّس حزب العمال الاشتراكي.
على الرغم من الأداء الاقتصادي الجيد للبلاد، ما تزال الحياة صعبة للغاية بالنسبة لجزء كبير من السكان (12 أو 14 ساعة عمل في اليوم، وأجور منخفضة للغاية، وأمية تزيد عن 50% في السنوات 1900-1910، وما إلى ذلك). نُظم العمل النقابي وبدأ القتال؛ فتضاعفت الإضرابات ومظاهرات العمال، التي قُمعت بقسوة شديدة في بعض الأحيان، ومنها الإضراب العام في سانتياغو (1905)، السكك الحديدية والمناجم في أنتوفاغاستا (1906)، مظاهرة في إكيكي (1907). من عام 1911 إلى 1920، كان هناك 293 إضرابًا. قتلت بعض عمليات القمع المئات من الناس. نُظّمت الحركة العمالية في العقد الثاني من القرن العشرين مع إنشاء اتحاد العمال الإقليمي التشيلي في عام 1913 والفرع التشيلي للعمال الصناعيين في العالم في عام 1919.
في عام 1920، أدت الأزمة الاقتصادية إلى تفاقم مستوى معيشة الطبقات المتوسطة، التي كانت أقرب سياسيًا إلى الطبقات العاملة. أدى هذا الوضع الجديد إلى انتخاب أرتورو أليساندري بالما. خلال فترة ولايته الأولى، اتبع سياسة تقدمية: قانون العمل، فرض الضريبة على دخل الممتلكات، إنشاء البنك المركزي، إنشاء صناديق الضمان الاجتماعي، إلخ. ومع ذلك، كان على السياسة أن تتعامل باستمرار مع مجلس الشيوخ تحت رقابة المحافظين التي تحاول بشكل منهجي عرقلة إصلاحاتها. قبل فترة وجيزة من انسحابه من السلطة، وضع دستورًا جديدًا اعتُبر بدايةً لظهور الديمقراطية الحقيقية في تشيلي. نصّ هذا الدستور على الفصل بين الكنيسة والدولة والحرية الدينية، وأعلن عن التعليم الابتدائي الإلزامي، واستعاد النظام الرئاسي ولكن بانتخاب الرئيس بالاقتراع العام، وقبل كل شيء أعلن أنه يجب تنظيم الملكية بطريقة تضمن وظيفتها الاجتماعية.

## السلطة التشريعية

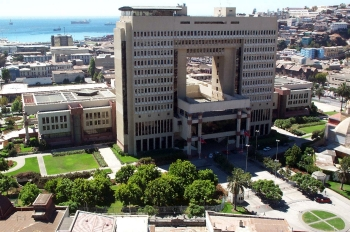
مبنى الكونغرس الوطني في فالبارايسو

يتألف الكونغرس الوطني من مجلسين: مجلس الشيوخ ومجلس النواب.
تحل انتخابات الكونغرس في تشيلي محل النظام الانتخابي الثنائي المطبق على الانتخابات البرلمانية، بنظام ذي طابع نسبي شامل يعزز التمثيل للكونغرس الوطني (نظام هوندت).
تتطلب الانتخابات عمالة كثيفة ولكنها فعالة، وعادة ما يحدث فرز الأصوات مساء يوم الانتخابات. يتم إعداد جدول تصويت، مع صندوق اقتراع لكل جدول، لمئتي اسم على الأكثر في سجل التصويت. يشرف على كل جدول خمسة أشخاص (فوكاليز دي ميسا) من نفس السجل. من واجب الفوكاليز العمل على هذا النحو خلال دورة الانتخابات، ويمكن أن يعاقَبوا قانونيًا إذا لم يحضروا. لا يمكن للمواطن المسجّل التصويت إلا بعد التحقق من هويته في الجدول الموافق لسجله. يفرز الفوكاليز الخمسة الأصوات يدويًا بعد إغلاق الجدول، بعد ثماني ساعات على الأقل من الافتتاح، ويشهد الفرز ممثلون من جميع الأحزاب الذين اختاروا وجود مراقبين.
يتكون مجلس الشيوخ من 50 عضوًا يُنتخَبون من المناطق أو المناطق الفرعية. يخدم أعضاء مجلس الشيوخ ما يقرب من ثماني سنوات.
يتألف مجلس النواب من 155 عضوًا يتم انتخابهم بالاقتراع الشعبي لمدة أربع سنوات. أُجريت آخر انتخابات للكونغرس في 19 نوفمبر 2017. ومن المقرر إجراء انتخابات الكونغرس التالية في ديسمبر 2021.
يتكون مجلس الشيوخ الحالي على النحو التالي: 36 مقعدًا يشغلها ائتلاف التقارب التقدمي: سبعة اشتراكيين (بّي إس)، سبعة لحزب من أجل الديمقراطية (بّي بّي دي)، وواحد للحزب الراديكالي الديمقراطي الاشتراكي (بّي آر إس دي)؛ 6 مقاعد يشغلها ائتلاف التقارب الديمقراطي: ستة ديمقراطيين مسيحيين (بّي دي سي)؛ 17 مقعدًا يشغله ائتلاف هيا بنا تشيلي: تسعة للاتحاد الديمقراطي المستقل (يو دي آي) وثمانية للتجديد الوطني (آر إن)؛ واثنان للتطور السياسي (إيفوبولي)؛ مقعد واحد يشغله ائتلاف الجبهة العريضة: واحد للثورة الديمقراطية (آر دي)؛ مقعد واحد يشغله ائتلاف في جميع أنحاء تشيلي: واحد للريفي (بّي إيه آي إس)؛ و 1 مستقل.
يحتوي المجلس الأدنى الحالي -مجلس النواب- على: 65 عضوًا من ائتلاف التقارب التقدمي: تسعة عشر اشتراكيًا (بّي إس)، وسبعة من حزب من أجل الديمقراطية (بّي بّي دي)، وثمانية من الحزب الراديكالي الديمقراطي الاشتراكي (بّي آر إس دي) وثلاثة مستقلين مؤيدين للتقارب التقدمي؛ 8 من الحزب الشيوعي التشيلي؛ 14 من ائتلاف التقارب الديمقراطي: أربعة عشر من الديمقراطيين المسيحيين (بّي دي سي)؛ 71 من ائتلاف هيا بنا تشيلي: سبعة وعشرون من الاتحاد الديمقراطي المستقل (يو دي آي)، وثلاثة وثلاثون من التجديد الوطني (آر إن)؛ أربعة من التطور السياسي (إيفوبولي) وسبعة مستقلين مؤيدين لحزب هيا بنا تشيلي؛ 4 من الاتحاد الاشتراكي الأخضر الإقليمي (إف آر في إس)؛ 20 من ائتلاف الجبهة العريضة: ثمانية من الثورة الديمقراطية (آر دي)، واثنان من الحزب الليبرالي (بّي إل)، وواحد من الحزب الإنساني (بّي إتش)، وواحد من الحزب البيئي الأخضر (بّي إي في)، وواحد للسلطة (بودير)، وخمسة مستقلين مؤيدين للجبهة العريضة؛ 1 من ائتلاف جميع أنحاء تشيلي: الحزب التقدمي (بّي آر أو)؛ و 2 مستقلان.
منذ عام 1987، يعمل الكونغرس في مدينة فالبارايسو الساحلية، على بعد حوالي 110 كيلومترات (70 ميلًا تقريبًا) شمال غرب العاصمة سانتياغو. ومع ذلك، يُسمح لبعض اللجان بالالتقاء في أماكن أخرى، وخاصة سانتياغو. حاول أعضاء الكونغرس مرارًا نقل الكونغرس ثانيةً إلى سانتياغو، حيث كان يعمل حتى انقلاب تشيلي عام 1973، لكنهم لم ينجحوا. كانت المحاولة الأخيرة في عام 2000، عندما رفضت المحكمة الدستورية المشروع، لأنه خصّص أموالًا من الميزانية الوطنية التي تعدّ بموجب الدستور التشيلي امتيازًا للرئيس.

## المشاركة في المنظمات الدولية
تشارك دولة تشيلي أو منظمات تشيلية في المنظمات الدولية الآتية:
| - منتدى التعاون الاقتصادي لدول آسيا والمحيط الهادئ - بنك التسويات الدولية - منظمة الأغذية والزراعة - مجموعة ال77 - بنك التنمية للبلدان الأمريكية - الوكالة الدولية للطاقة الذرية - البنك الدولي لإعادة الإعمار والتنمية (البنك الدولي) - منظمة الطيران المدني الدولي - المحكمة الجنائية الدولية (طرف فيها منذ عام 2005) - غرفة التجارة الدولية - مؤسسة التنمية الدولية - الصندوق الدولي للتنمية الزراعية - مؤسسة التمويل الدولية - الاتحاد الدولي لجمعيات الصليب الأحمر والهلال الأحمر - المنظمة الهيدروغرافية الدولية - منظمة العمل الدولية - صندوق النقد الدولي - المنظمة البحرية الدولية - منظمة الشرطة الجنائية الدولية - الاتحاد الدولي للاتصالات | - الحركة الدولية للصليب الأحمر والهلال الأحمر - اللجنة الأولمبية الدولية - منظمة الهجرة الدولية - المنظمة الدولية للمعايير - اتحاد النقابات الدولي - ميركوسور - حركة عدم الانحياز - منظمة الدول الأمريكية - منظمة حظر الأسلحة الكيميائية - محكمة التحكيم الدائمة - اتحاد دول أمريكا الجنوبية - الأمم المتحدة - يونسكو - الاتحاد البريدي العالمي - المنظمة العالمية للجمارك - منظمة الصحة العالمية - المنظمة العالمية للملكية الفكرية - المنظمة العالمية للأرصاد الجوية - منظمة السياحة العالمية - منظمة التجارة العالمية |